# Orion-armen
Orion-armen (også kendt som Orion-Cygnus-armen eller Cygnus-armen) er en af de mindre spiralarme i Mælkevejen hvori Solsystemet sammen med Jorden er beliggende. Orion-armen kaldes også den lokale arm, Local Spur eller Orion Spur.
Orion-armen er opkaldt efter dens beliggenhed i retningen af stjernebilledet Orion, den ligger imellem to af de store spiralarme i Mælkevejen; Sagittarius-armen og Perseus-armen. Solsystemet og Jorden ligger tæt på den Lokale boble i Orion-armen, nogenlunde i midten af armen 26.000 lysår fra Mælkevejens centrum. 